# Psammopsyllus imamurai
Psammopsyllus imamurai är en kräftdjursart som beskrevs av Akio Kikuchi 1972. Psammopsyllus imamurai ingår i släktet Psammopsyllus och familjen Cylindropsyllidae. Inga underarter finns listade i Catalogue of Life.